# Tõre
Tõre (Duits: Töre) is een spookdorp in de Estlandse gemeente Saaremaa, provincie Saaremaa. De plaats had al in 2000 geen inwoners meer. Ook de cijfers van 2021 geven een inwonertal van ‘< 4’.
De plaats viel tot in oktober 2017 onder de gemeente Leisi. In die maand werd Leisi bij de fusiegemeente Saaremaa gevoegd.
Tõre ligt aan de rivier Võlupe.

## Geschiedenis
Tõre vormde samen met het zuidelijke buurdorp Täätsi in het begin van de 17e eeuw een afzonderlijk landgoed Theets, dat in 1770 bij het landgoed van Kareda werd gevoegd. Tõre werd voor het eerst genoemd in 1597 als boerderij en pas in 1923 als dorp.
In de jaren vijftig van de 20e eeuw werd Tõre bij Ratla gevoegd. In 1997 werd het weer een zelfstandig dorp.